# Dimitrios Mastrowasilis
Dimitrios Mastrowasilis, gr. Δημήτριος Μαστροβασίλης (ur. 12 czerwca 1983) – grecki szachista, arcymistrz od 2003 roku.

## Kariera szachowa
W latach 1992–2003 był stałym reprezentantem Grecji na mistrzostwach świata i Europy juniorów we wszystkich kategoriach wiekowych (łącznie 25 razy startował w rozgrywkach z tych cykli), dwukrotnie zdobywając srebrne medale ME: w 1993 r. (Szombathely, do 10 lat) oraz 2000 r. (Kallithea, do 18 lat). W 2004 r. zakwalifikował się do pucharowego turnieju o mistrzostwo świata, przegrał jednak w I rundzie z Konstantinem Sakajewem i odpadł z dalszej rywalizacji.
Wielokrotnie reprezentował Grecję w turniejach drużynowych, m.in.:
- sześciokrotnie na olimpiadach szachowych (w latach 2000, 2004, 2006, 2008, 2010, 2012)[2],
- na drużynowych mistrzostwach świata (w roku 2010)[3],
- pięciokrotnie na drużynowych mistrzostwach Europy (w latach 2005, 2007, 2009, 2011, 2013)[4].

Spośród startów w finałach indywidualnych mistrzostw Grecji, do najbardziej udanych zaliczyć może wyniki z lat 2003 (dz. I m. wspólnie z Christosem Banikasem i Steliosem Chalkiasem) oraz 2005 (dz. II m. za Hristosem Banikasem, wspólnie ze swoim bratem, Atanasiosem). 
Na arenie międzynarodowej sukcesy odniósł m.in. w:
- Kavali – wielokrotnie (m.in. 2000, II m. za Atanasiosem Mastrowasilisem oraz 2004, dz. I m. wspólnie z Wasiliosem Kotroniasem, Milosem Perunoviciem(inne języki) i Tamazem Gelaszwilim),
- Nowym Sadzie (2002, I m.),
- Topoli (2004, dz. I m. wspólnie z Kiryłem Georgijewem),
- Salonikach (2004, II m. za Władimirem Biełowem),
- Atenach – trzykrotnie w turniejach  Acropolis (2004, dz. I m. wspólnie z Atanasiosem Mastrowasilisem, Angelosem Wuldisem i Wasiliosem Kotroniasem, jak również dz. II m. w latach 2005, za Vüqarem Həşimovem, wspólnie z m.in. Borysem Awruchem, Ernesto Inarkiewem i Zwiadem Izorią oraz 2007, za Ilia Smirinem, wspólnie z m.in. Dmitrijem Swietuszkinem, Wadimem Małachatko i Kiryłem Georgijewem),
- Groningen (2007, dz. I m. wspólnie z Ahmedem Adlym, Steliosem Halkiasem, Sipke Ernstem i Davitem Lobżanidze).

Najwyższy ranking w dotychczasowej karierze osiągnął 1 stycznia 2012 r., z wynikiem 2631 punktów zajmował wówczas 1. miejsce wśród greckich szachistów.